# The Doug
Ne doit pas être confondu avec Doug.
The Doug, de son vrai nom Jules Garnier, né le 1er août 2000 à Clermont-Ferrand, est un chanteur, rappeur et auteur-compositeur-interprète français. Il commence à se faire connaître à la fin des années 2010 en diffusant ses premiers morceaux sur SoundCloud et en se produisant sur la scène de la Coopérative de Mai (Clermont-Ferrand). En 2020, il remporte le prix du public des iNOUïS du Printemps de Bourges. Son premier album, intitulé Réparer, est sorti en 2024.

## Biographie

### Jeunesse et formation
Jules Garnier grandit à Clermont-Ferrand dans une famille originaire de l’Hérault et du Puy-de-Dôme. Il perd son père, professeur d’histoire-géographie, à l’âge de 12 ans. Peu après ce décès, sa mère, secrétaire médicale, lui offre une guitare ainsi qu’à son frère aîné, en 2013,.
À l’adolescence, il s’essaie au conservatoire et se met à écrire ses premiers textes vers la fin du collège/début du lycée,.
Son pseudonyme "Doug" remonte à ses années de collège, lorsque sa professeure d’anglais lui demande de choisir un nom anglophone pour les cours : il opte pour "Doug", en référence à Douglas, un ami de son frère au prénom jugé original.
Il obtient un baccalauréat littéraire en 2018 au lycée Montdory de Thiers. Après le lycée, il effectue un service civique dans une école primaire de Clermont-Ferrand. Il entame ensuite des études de lettres modernes à Lyon, qu’il interrompt au bout de six mois en raison de la crise sanitaire liée à la Covid-19. De retour en Auvergne, il choisit de consacrer une année entière à la musique.

### Débuts artistiques
En 2017, à Clermont-Ferrand, Jules Garnier fait la rencontre du beatmaker Hugo Colzi, dit « Colzi », avec qui il commence à enregistrer ses premiers morceaux dans un cadre amateur. La même année, il publie sous le pseudonyme de The Doug son premier titre, Lamentable, sur SoundCloud. Le morceau rencontre un succès d’estime, cumulant environ 10 000 écoutes en deux semaines,. Son premier EP, Extincteur, regroupant plusieurs de ses compositions de jeunesse, paraît officiellement le 4 mars 2018.
En 2019, il se rapproche du label clermontois indépendant EDN Production (Épicerie de Nuit), actif dans les musiques hip-hop et rap, ainsi que de la Coopérative de Mai, SMAC locale, via son programme d’accompagnement artistique La Pépinière de Mai. Il bénéficie notamment du soutien du directeur de la Coopérative, Didier Veillault.
Le 14 septembre 2019, il donne son premier concert officiel dans le cadre de la 12e soirée showcase à la Coopérative de Mai, salle emblématique de Clermont-Ferrand. Cette prestation marque le début de sa présence régulière sur scène.
Alors qu’il prépare un nouveau projet avec EDN, la pandémie de Covid-19 survient en mars 2020. Il se confine avec son producteur Zicol et son manager Samuel Pouilhe dans une maison mise à disposition par la Coopérative de Mai à Clermont-Ferrand, surnommée le Pavillon Invader. Ce lieu devient un espace de création intensif, où il compose notamment le titre Visions ainsi qu’une reprise du morceau El Mañana du groupe Gorillaz, en vue de sa participation aux iNOUïS du Printemps de Bourges.
En 2020, The Doug accède à une reconnaissance nationale en étant sélectionné parmi les iNOUïS du Printemps de Bourges, dispositif de repérage de nouveaux talents. Il participe à la finale en septembre 2020 (édition reportée en raison de la pandémie) et y remporte le Prix du Public RIFFX, devenant le tout premier lauréat de cette distinction.

### Premiers projets (2021-2022)
Après son succès aux iNOUïS, The Doug participe à plusieurs dispositifs de repérage de jeunes artistes. En décembre 2020, il se produit dans le cadre de l’Ici Demain Festival à FGO-Barbara. En 2021, il est sélectionné pour le Chantier des Francofolies de La Rochelle, un programme de résidence visant à accompagner les nouveaux talents. Il se produit à cette occasion sur la scène des Francofolies durant l’été 2021.
En juillet 2021, il signe un contrat d'artiste avec le label Island Def Jam et un contrat de co-édition avec Universal Publishing.
La même année, il participe à un album hommage enregistré par la Coopérative de Mai pour le centenaire de Georges Brassens, reprenant La Mauvaise Réputation sur le disque L’Auvergnat chante Brassens (2021).
Début 2022, The Doug amorce la sortie de son prochain EP avec le single Dans le décor. Le 6 mai 2022, il publie Jeune The Doug, un EP aux accents autobiographiques. En amont de cette sortie, il organise une soirée de lancement, le 3 mars 2022 à la Coopérative de Mai, marquant sa première performance sur une scène nationale en tête d'affiche.
Apple Music le désigne « Talent Up Next » en mai 2022, faisant de lui l’artiste mis en avant par la plateforme ce mois-là.
Sur scène, The Doug commence à assurer les premières parties d’artistes reconnus. Ainsi, au printemps 2022, il ouvre pour Eddy de Pretto sur trois dates de la tournée (Bruxelles, Lille et Rennes).
Le 19 mai 2022, The Doug donne son premier concert en tête d’affiche à Paris, au Pop-Up du Label, puis le 3 novembre 2022 à La Boule Noire,.

### Confirmation et premier album (2023-2024)
Le 23 février 2023, The Doug publie l’EP Mauvais Joueur sous le label Island Def Jam. Ce projet comprend cinq titres, dont une reprise de Une histoire de plage de Brigitte Bardot. Le single Génération, extrait de l’EP, bénéficie d’une diffusion sur les radios nationales, notamment sur NRJ, France Inter et la RTS (Radio Télévision Suisse),,.
Au printemps 2023, il initie une tournée originale baptisée la « tournée des Zéniths », une série de concerts organisés dans des bars-PMU nommés « Zénith », en référence ironique aux grandes salles de spectacles françaises du même nom,.
Dans le prolongement de cette dynamique scénique, The Doug effectue une tournée plus large à travers la France et l’Europe entre 2023 et 2024, totalisant plus de trente dates. Il se produit notamment à La Maroquinerie à Paris en avril 2023, à La Coopérative de Mai à Clermont-Ferrand le 11 mai 2023, puis à La Cigale à Paris le 23 mai 2024.
Il assure également plusieurs premières parties d’artistes établis, tel que Gaëtan Roussel et s’exporte à l’international en ouvrant certains concerts de la tournée musicale d’Éric Cantona au Royaume-Uni,.
Le 14 juin 2024, The Doug publie son premier album studio, intitulé Réparer,. L’album reçoit un accueil critique globalement favorable, salué pour la justesse de son écriture, l’équilibre entre mélancolie et énergie, et une production soignée mêlant chanson française, pop contemporaine et influences rap,.
En septembre 2024, il est invité à se produire sur la scène de la Fête de l'Humanité.

### Olympia et nouveaux projets (2025)
Le 18 février 2025, The Doug dévoile Leader price, le premier single d’un nouveau projet intitulé Grandes surfaces, annoncé pour le 13 juin 2025,.
Dans le cadre de la promotion de cet album, il organise une opération artistique à Clermont-Ferrand, mettant en scène une fausse manifestation composée de figurants et de fans rassemblés rue des Gras. Cette mise en scène est utilisée pour illustrer la pochette de l’album.
Le 13 juin 2025, jour de la sortie de Grandes surfaces, The Doug se produit pour la première fois sur la scène de l’Olympia à Paris.

## Discographie

### Albums studio
- Réparer[44] (14 juin 2024, Island Def Jam / Universal Music France)

### EPs
- Extincteur (4 mars 2018, autoproduit)
- Jeune The Doug (6 mai 2022, Island Def Jam)
- Mauvais Joueur (23 février 2023, Island Def Jam)
- Grandes surfaces (13 juin 2025, Island Def Jam)

### Participations
- La Mauvaise Réputation, reprise de Georges Brassens, sur l’album collectif L’Auvergnat chante Brassens (2021, Coopérative de Mai)

## Distinctions

### Récompense
- 2020 : Prix du public RIFFX des Inouïs du Printemps de Bourges[4].